# 宋育英
宋育英（1948年10月—），河南淅川人。女，汉族。1970年2月加入中国共产党。中共中央党校大专学历。
南水北调中线工程形成的丹江口水库致使家乡被淹，遂搬迁至湖北钟祥。1971年12月至1974年1月，先后任钟祥县红升公社干部、中共柴湖公社党委副书记、中共红旗公社党委第一书记。1974年1月至1975年2月，任中共钟祥县委副书记兼中共红旗公社党委第一书记。1975年2月至1976年9月，任中共钟祥县委副书记。
1976年9月至1982年4月，任中共荆州地委副书记。1982年4月至1984年8月，任中共潜江县委副书记（其间，1982年9月至1984年7月，荆州地区教师进修学院文史班学习）。1984年8月至1993年7月，任湖北省妇联主任、党组书记（1986年8月至1987年7月中央党校培训部政治理论专业学习）。1993年7月至1998年5月，任湖北省工商局局长、党组书记。1998年5月至1999年3月，先后任中共湖北省委常委，湖北省工商局局长、党组书记，湖北省直机关工委书记。1999年3月至2003年11月历任中共湖北省委常委、秘书长、省委办公厅主任、省直机关工委书记、省委组织部部长、企业工委书记。2003年11月至2006年3月，任中共湖北省委常委、组织部部长。2006年3月至2008年1月，任中共湖北省委常委、省纪委书记。
2008年1月当选第十届湖北省政协主席。2011年2月，辞去第十届湖北省政协主席职务。
2007年10月，当选为第十七届中共中央纪委委员。2008年，当选第十一届全国政协委员，代表中国共产党，分入第二组，并担任社会和法制委员会副主任。